# Saská renesance
Saská renesance (též severská renesance) je specifický typ vrcholné renesance, který byl rozšířen zejména v oblasti Saského kurfiřtství ve středním Polabí a v přilehlých regionech. 
Styl určující jednotlivé prvky přicházel především z Čech, Itálie a Polska. Za účelem hledání zakázek migrovaly do této oblasti italské umělecké rody, což zajišťovalo charakteristické mísení stylů, které ovlivňoval i jejich vlastní stylový vývoj. Na rozdíl od klasické renesance tento sloh nevyužívá sgrafito, místo toho je pro něj typické vyzděné a omítané členění štítů, často doplňované tesanými kamennými prvky a baňatými dříky sloupků. Nejvýraznější pamětihodnosti ve stylu saské renesance na území Čech se nacházejí v Benešově nad Ploučnicí, Jáchymově a Horním Slavkově.

## Významné památky
- Hartenberg

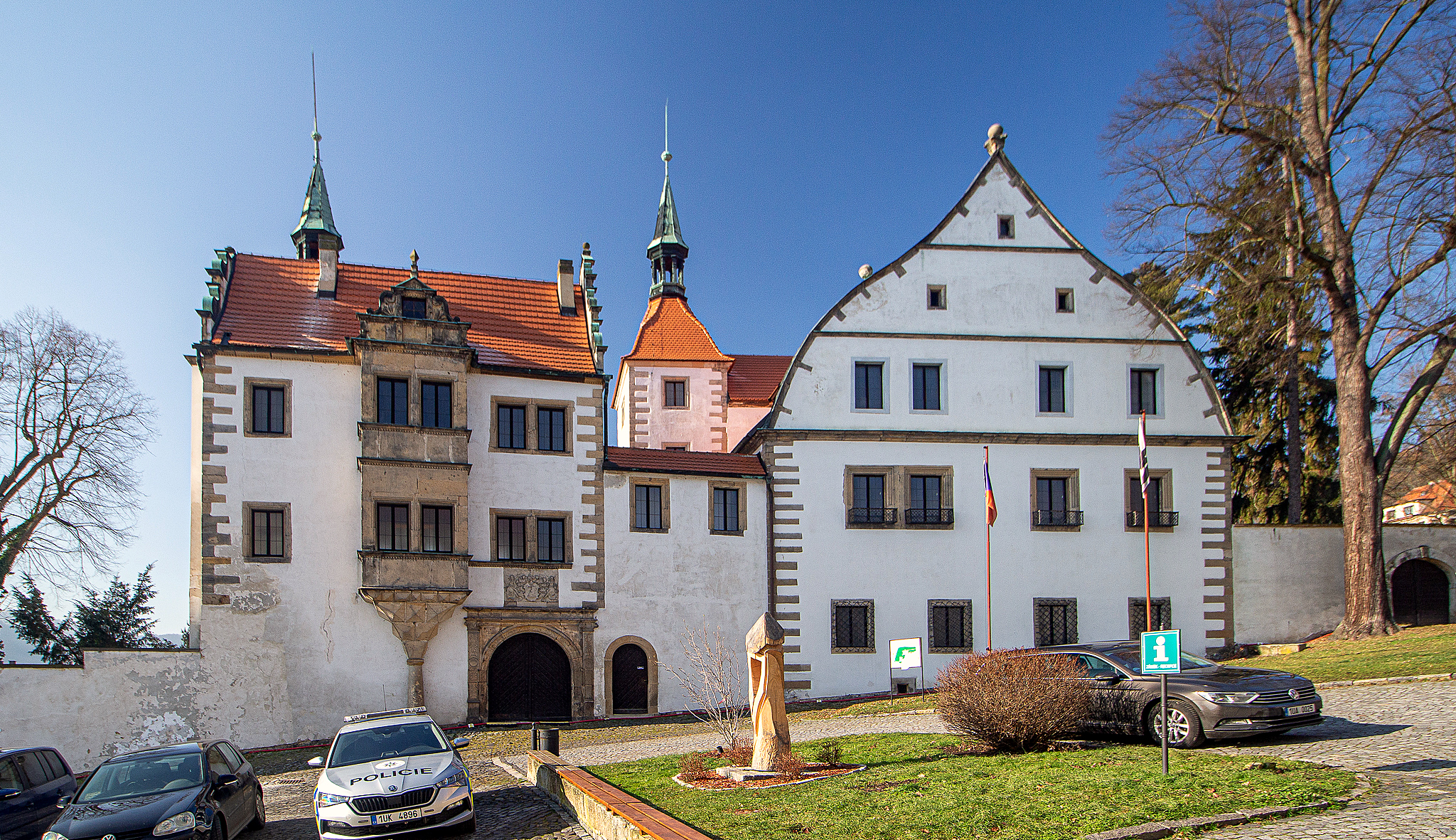
Dolní zámek v Benešově nad Ploučnicí

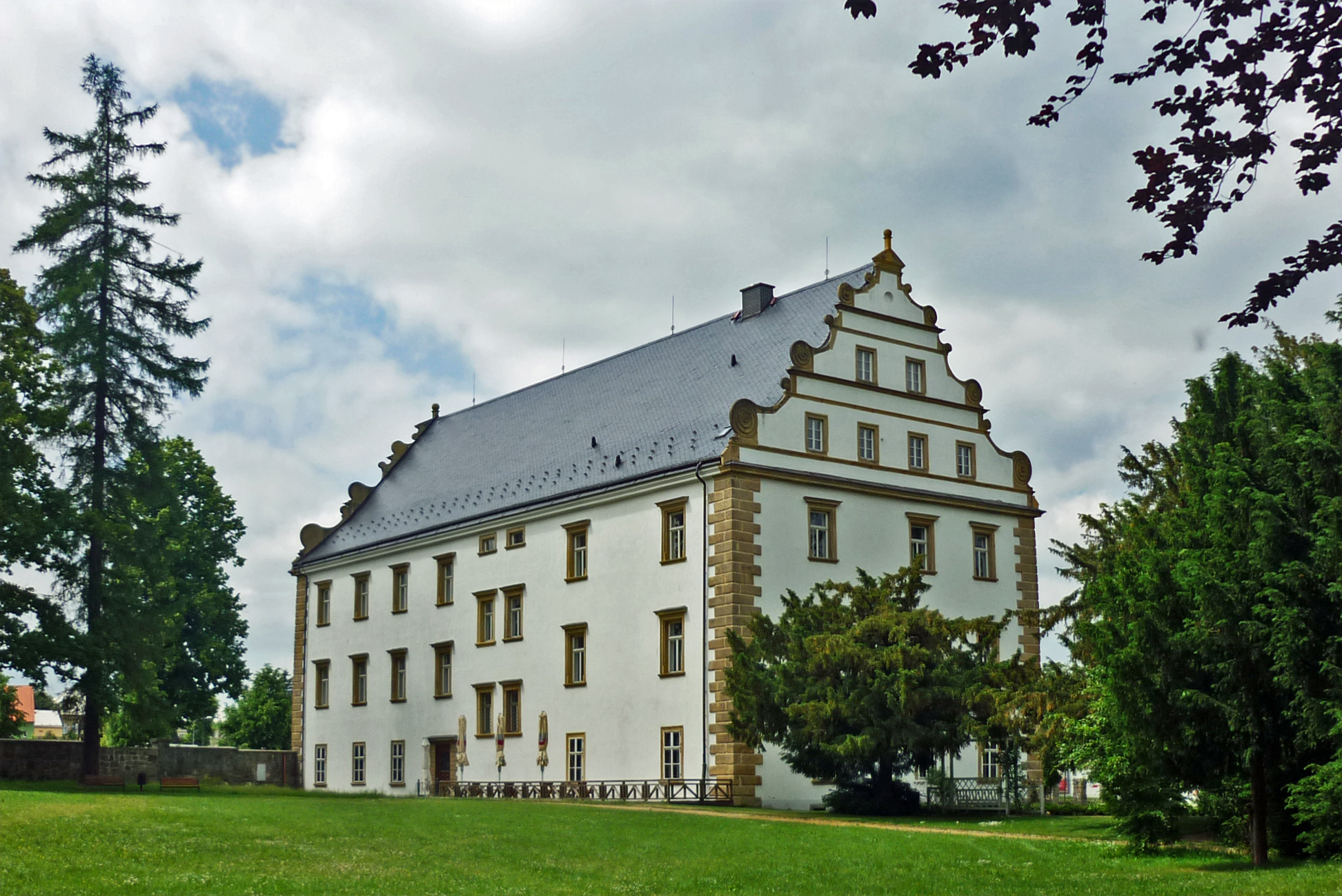
Zámek ve Šluknově

- Kostel sv. Floriána v Krásném Březně (nově zpřístupněno po celkové obnově)
- Kostel sv. Jakuba Většího v České Kamenici (interiéry)
- Kostel sv. Jakuba Staršího ve Svádově (interiéry)
- Kostel sv. Kateřiny Alexandrijské v Dolním Podluží
- Kostel sv. Václava ve Valtířově (interiéry)
- Šluknovský zámek
- Zámecký komplex Benešov nad Ploučnicí
- Zámek Červené Poříčí
- Zámek Jílové u Děčína
- Zámek Lauenstein
- Zámek Lemberk (před barokní přestavbou)
- Zámek Libouchec
- část zámku Radim